# Realism (artă)

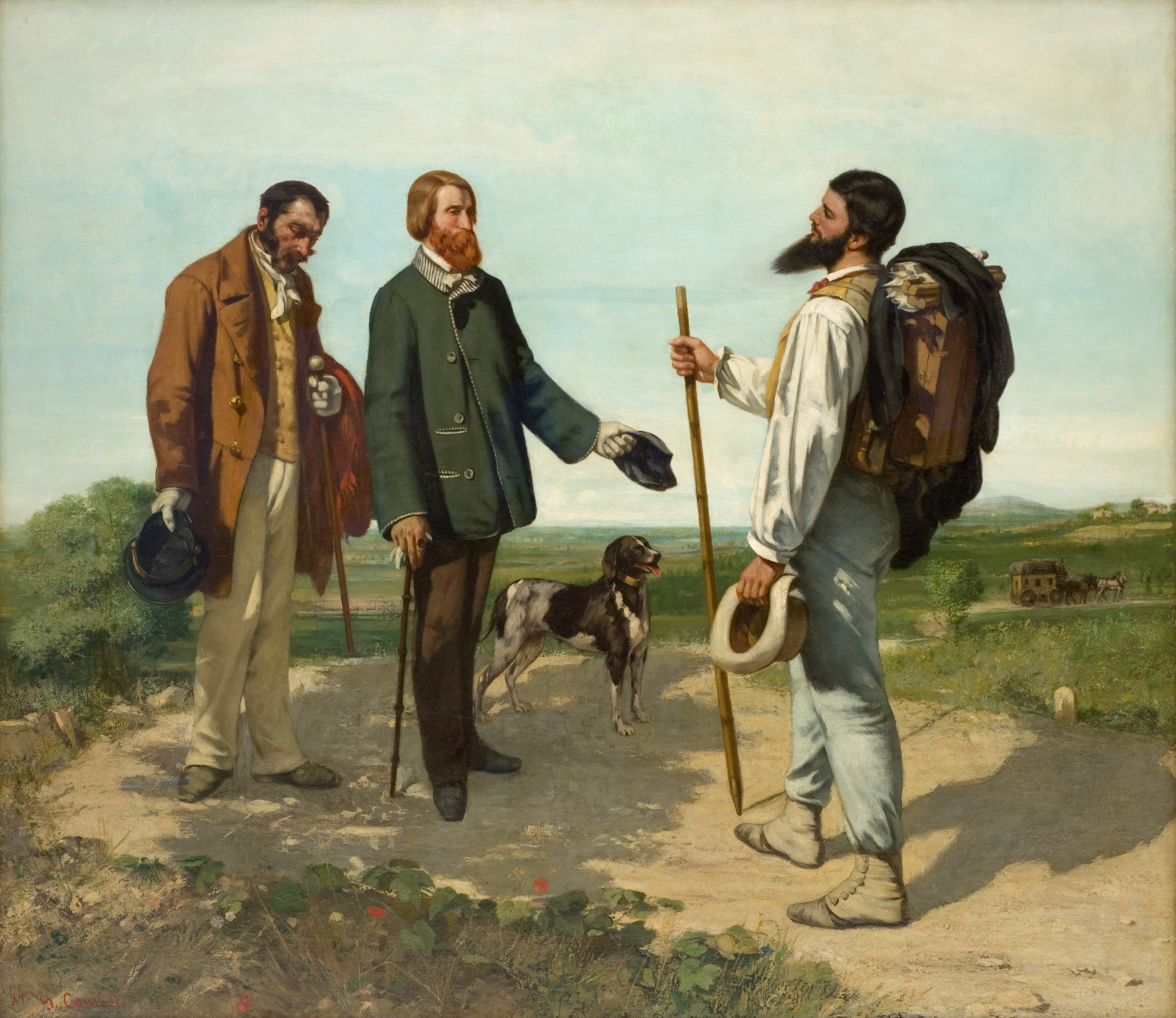
Bonjour, Monsieur Courbet, 1854. Pictură realistă de Gustave Courbet

Realismul este o ideologie estetică, în care se pune accentul pe relația dintre artă și realitate. Instrumentul indispensabil al artei autorului este observarea atentă a realității și reflectarea ei veridică, obiectivă în creație. 
Realismul a avut un impact major în epocă, în special asupra romanului și în dramaturgie. Una dintre trăsăturile caracteristice ale acestuia este interesul acordat de către scriitori raporturilor dintre om și mediu, dintre individ și societate. Elementele unui stil realist pot fi identificate în diferite culturi și epoci istorice.

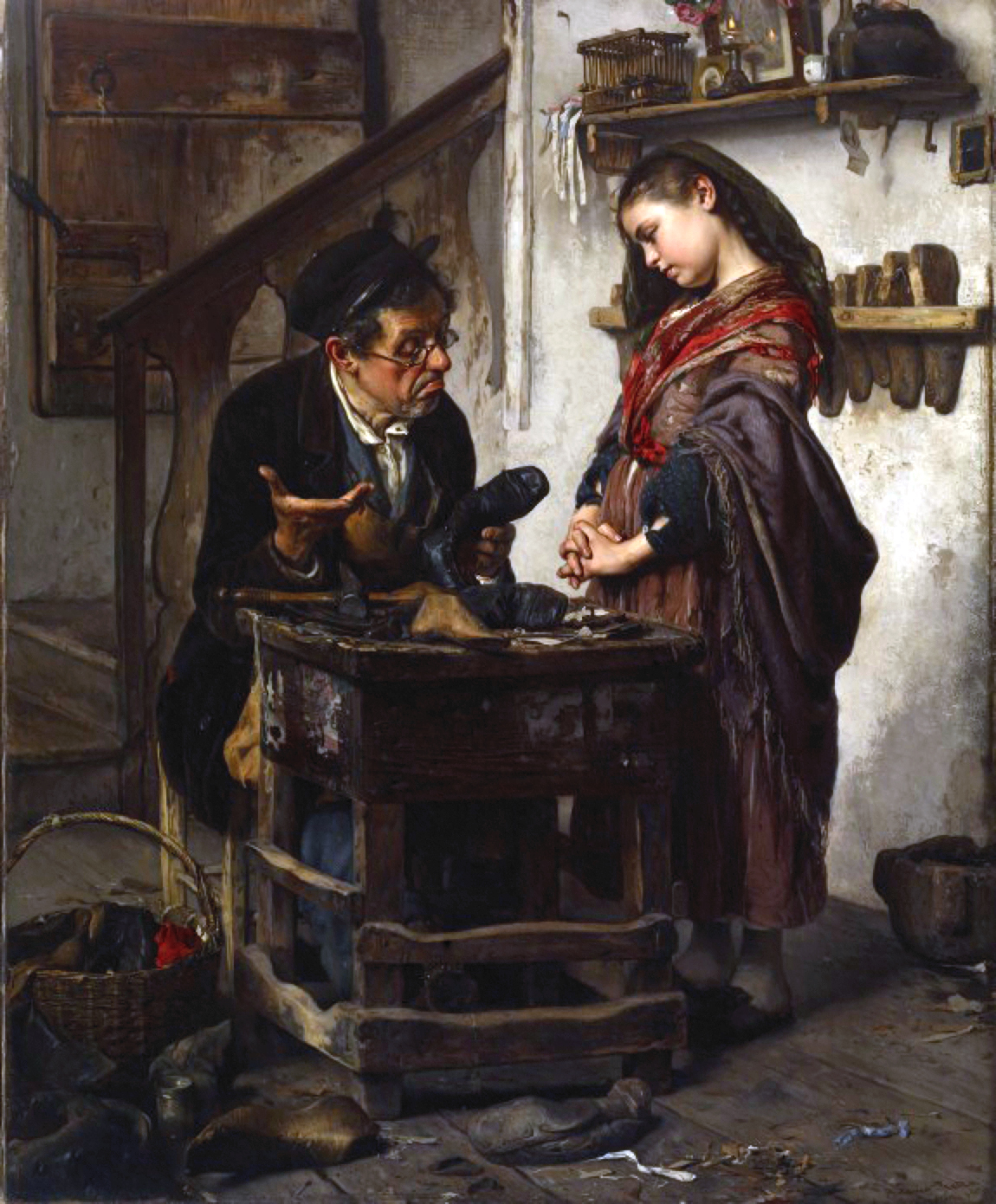
Antonio Rotta, The Hopeless Case, Walters Art Museum

În cea de-a doua parte a secolului al XIX-lea, realismul capătă, pe plan european, caracterul unui curent, al unei orientări estetice, teoretizate de către artiști și de către critici și ilustrate prin numeroase creații. Autori celebri de romane realiste sunt considerați a fi Honoré de Balzac, Stendhal și Gustave Flaubert în Franța, Charles Dickens și William Makepeace Thackeray în Anglia, Lev Nikolaevici Tolstoi, Feodor Mihailovici Dostoievski și Ivan Sergheevici Turgheniev în Rusia. 

## Caracteristici
- A apărut ca o reacție împotriva romantismului;
- Oglindirea realității contemporane, a omului în mediul său social, familia de zi cu zi;
- Observația, analiza psihologică și reflecția morală;
- Critică mediul și individul.